# لعبة طفل 2 (فلم)
لعبة طفل 2 (بالإنجليزية: Child's Play 2) ويعرف أيضاً بـ لعبة طفل 2: عاد تشاكي Child's Play 2: Chucky's Back فيلم رعب أنتج في العام 1990 كتكملة لفيلم لعبة طفل، كتبه دون مانسينيي وأخرجه جون لافيا، وأصدرته شركة يونيفرسال في 9 نوفمبر 1990، بعد سنتين بالضبط من سابقه.
بنية هذا الفيلم أضعف من السابقة، ومع ذلك فقد حقق نجاحاً كبيراً في الولايات المتحدة، بينما لم يحقق نجاحاً مماثلاً في المملكة المتحدة.
عبارة إعلانية: "للأسف يا جاك!.. تشاكي عاد!"

## الحكاية
وُضع آندي باركلي في منزل أسرة بالتبني، ودخلت أمه المصحة بعد أحداث الفيلم الأول. قررت الشركة المنتجة لدمى الصديق الصالح إعادة تجميع دمية تشاكي لتبرهن للجمهور على أنها دمية عادية، وأن الإشاعات بشأن تشاكي كانت خاطئة، فتبدأ الشركة في تجميع الدمية، وبذلك تعود روح تشاكي وتسكنها، وبعد أن يستعيد تشاكي القدرة على الحركة، يسعى وراء آندي باركلي ليقتله ويستولي على جسده حتى يتحرر من شكل الدمية.
يستدرج تشاكي آندي وأخته بالتبني كيلي إلى مصنع الدمى، ويحاول قتلهما، وخصوصاً آندي غير أنهما يتمكنان من الفرار منه، ويذيبانه في وعاء البلاستيك الذائب. في نهاية الفيلم يظهر رأس تشاكي بدون أي ملامح، وهو يعود ليتجمع من جديد.

## وصلات خارجية
- مقالات تستعمل روابط فنية بلا صلة مع ويكي بيانات
- تشاكي هوليكس (بالإنجليزية)